# Liste des spécifications des services web WS-*
Il existe toutes sortes de spécifications associées aux services web WS-*. Ces spécifications sont à des niveaux de maturité parfois différents, et sont maintenus par diverses organisations de standardisation. Ces spécifications peuvent se compléter, se chevaucher, voire se concurrencer l'une l'autre.
Les spécifications de ces services web sont aujourd'hui désignées sous le terme WS-*, certainement en raison du sigle WS- qui précède la majorité d'entre elles.
Cette page liste la plupart des spécifications considérées comme faisant partie des WS-*. Les services web qui implémentent ces spécifications sont appelés services web WS-*.

## Spécifications générales
- Web Services Activity, sur le site du W3C

## Accès aux répertoires
- UDDI signifie Universal Description, Discovery, and Integration (UDDI 1.0, 2.0 et 3.0): Normalise l'architecture d'un annuaire distribué permettant de publier les interfaces des services Web (endpoint des contrats WSDL). Il est possible d'y effectuer des recherches en fonction de la description commerciale et technique d'un service. Un annuaire UDDI est lui-même exposé comme un service Web. Il peut être privé (utilisé uniquement dans l'entreprise) ou public (ouvert à l'ensemble de l'internet).
- ebXML
- WSFL
- WS-Policy (W3C Recommendation 04 September 2007)
- WS-PolicyAssertions
- WS-PolicyAttachment
- WS-Policy Framework
- WS-SecurityPolicy
- WS-Discovery
- WS-Inspection

## Spécifications XML de base
- XML (Extensible Markup Language)
- Espace de noms XML
- XML Schema
- XPath
- XML Information Set
- XInclude
- XML Pointer

## Description des services (métadonnées)
- Web Services Description Language (WSDL) du W3C
- Web Services Semantics (WSDL-S)
- XINS provides a POX-style Web service specification format
- WS-MetadataExchange
- WS-Resource Framework (WSRF)

## Messages et fonctions d'appel
- Simple Object Access Protocol (SOAP)
- SOAP with Attachments
- SOAP-over-UDP
- WS-Eventing (W3C Member Submission 15 March 2006) : Standardise la façon dont les services Web reçoivent et échangent entre eux des messages liés à des événements. WS-Eventing s'appuie sur une série de protocoles, de formats de messages, de notifications d'événements et d'interfaces.
- WS-Addressing (W3C Member Submission 10 August 2004): Standard permettant de véhiculer des messages SOAP de façon bidirectionnelle, en mode synchrone ou asynchrone, indépendamment de la couche de transport.
- WS-Routing (spécification superseded by WS-Addressing)
- WS-Referral (spécification superseded by WS-Addressing)
- MTOM (MTOM): Spécifie comment gérer les pièces jointes à un message Soap 1.2. Le message et la pièce jointe sont encapsulés dans une enveloppe Mime Multipart. MTOM fournit un mécanisme de pointeur logique (l'élément xbinc:Include) qui permet de créer des références internes aux pièces jointes directement dans le message Soap, facilitant ainsi le traitement des messages Soap et favorisant leur atomicité.
- WS-Enumeration (W3C Member Submission 15 March 2006)
- WS-Transfer (W3C Member Submission 27 September 2006)

## Interopérabilité des services web (WS-I)
Des spécifications fournissent des informations supplémentaires pour améliorer l'interopérabilité entre les implémentations des fournisseurs.
- WS-I Basic Profile
- WS-I Basic Security Profile
- Simple Soap Binding Profile

## Spécifications desprocessus métiers
- WS-BPEL
- WS-CDL WS Langage de définition de chorégraphie, langage basé sur XML qui décrit les collaborations poste-à-poste (peer-to-peer) de participants à des services web.

## Spécifications desécurité
- Signature XML
- Cryptage XML
- XML Key Management Specification (XKMS)
- WS-Security
- WS-SecureConversation
- WS-SecurityPolicy
- WS-Trust
- WS-Federation
- WS-Federation Active Requestor Profile
- WS-Federation Passive Requestor Profile
- Web Services Security Kerberos Binding
- Web Single Sign-On Interoperability Profile
- Web Single Sign-On Metadata Exchange Protocol
- Security Assertion Markup Language (SAML) (utilisé pour l'échange d'authentification et l'information d'autorisation)
- XACML (peut être utilisé pour décrire les policies d'autorisation)

## Spécifications sur la fiabilité des messages
- WS-ReliableMessaging
- WS-Reliability

## Specifications de transaction
- WS-Coordination
- WS-Transaction
- WS-AtomicTransaction
- WS-BusinessActivity
- WS-TXM

## Spécifications d'événements et de notifications
- WS-Notification est une approche web services destinée à la notification, utilisant un pattern basé sur un topic publish/subscribe. Cette spécification inclut trois familles de spécifications :
- WS-BaseNotification
- WS-BrokeredNotification
- WS-Topics
- WS-Eventing

## Spécifications de gestion et d'administration
- WS-Management
- WS-Management Catalog
- WS-ResourceTransfer

## Spécifications en projet
- WS-CAF Web Services Composite Application Frameworks
- WS-CDL Web Services Choreography Description Language. It is W3C specification that describes peer-to-peer collaborations of parties by defining, from a global viewpoint, their common and complementary observable behavior; where ordered message exchanges result in accomplishing a common business goal.
- WSDM Web Services Distributed Management
- WS-Provisioning Décrit les API et Schémas nécessaires pour faciliter l'interopérabilité entre les systèmes de provisioning d'une façon cohérente

## Autres
- Devices Profile for Web Services (DPWS)
- Web Services for Remote Portlets (WSRP)